# Галлахер, Пол Ричард
Пол Ричард Галлахер (англ. Paul Richard Gallagher; род. 23 января 1954, Ливерпуль, Великобритания) — английский прелат, ватиканский дипломат и куриальный сановник. Титулярный архиепископ Ходелма с 22 января 2004. Апостольский нунций в Бурунди с 22 января 2004 по 19 февраля 2009. Апостольский нунций в Гватемале с 19 февраля 2009 по 11 декабря 2012. Апостольский нунций в Австралии с 11 декабря 2012 по 8 ноября 2014. Секретарь по отношениям с государствами с 8 ноября 2014.

## Ранние годы
Пол Ричард Галлахер родился 23 января 1954 года, в Ливерпуле, Англия и получил образование в Колледже Святого Франциска Ксаверия в Вултоне. Рукоположен в священника, архиепископом Дереком Уорлоком 31 июля 1977 года для архиепархии Ливерпуля, он служил в Фазакерли (северный пригород Ливерпуля), прежде чем прошёл курсы в Папской Церковной Академии. Позднее он получил степень доктора канонического права, поступив на дипломатическую службу Святого Престола 1 мая 1984 года.

## На дипломатической службе Святого Престола
Монсеньор Галлахер занимал дипломатические посты в Танзании, Уругвае, на Филиппинах, в государственном секретариате Ватикана и в Совете Европы, в Страсбурге. Он был назначен советником первого класса 1 мая 1997 года, когда работал в апостольской нунциатуре в Бурунди.
22 января 2004 года Ватикан объявил о его назначении Апостольским нунцием в Бурунди. Его резиденцию в этой стране бомбили в 2008 году.
Архиепископ Галлахер был назначен Апостольским нунцием в Гватемале 19 февраля 2009 года.
Рут Гледхилл, корреспондент по религиозным делам газеты London Times, упомянула его в качестве возможного кандидата на должность архиепископа Вестминстера в порядке преемства к кардиналу Кормаку Мёрфи-О’Коннору. Однако 3 апреля 2009 года преемником объявили архиепископа Винсента Николса.
11 декабря 2012 года архиепископ Галлахер был назначен Апостольским нунцием в Австралии.
Архиепископ Галлахер владеет итальянским, французским и испанским языками.

## Секретарь по отношениям с государствами
8 ноября 2014 года Папа Франциск объявил о назначении архиепископа Галлахера Секретарём по отношениям с государствами Государственного секретариата Святого Престола, который сменил на этом посту архиепископа Доминика Мамберти, назначенного в этот день префектом Верховного трибунала апостольской сигнатуры.

## Награды
- Орден Дружбы (21 октября 2022 года, Армения) — за значительный вклад в развитие и укрепление межгосударственных отношений между Арменией и Святым Престолом[7].